# Can Caciques
Can Caciques es un edificio situado en la calle Procesión de Llagostera (Gironés) y utilizado desde marzo de 2014 como Centro de Interpretación de la historia de Llagostera. El edificio contiene la única torre de planta cuadrada del pueblo, llamada Yema, y una parte del cementerio de la antigua muralla.
El centro cultural permite conocer la villa medieval a partir de los restos arqueológicos, la muralla y el castillo, y su objetivo es aglutinar las actuaciones culturales y turísticas del consistorio. El centro expone una colección de más de 300 herramientas que algunos vecinos restauraron, catalogaron y dieron al Ayuntamiento, y que permiten conocer oficios antiguos relacionados con la industria alcornoque, el bosque y la tierra.

## Galería de imágenes

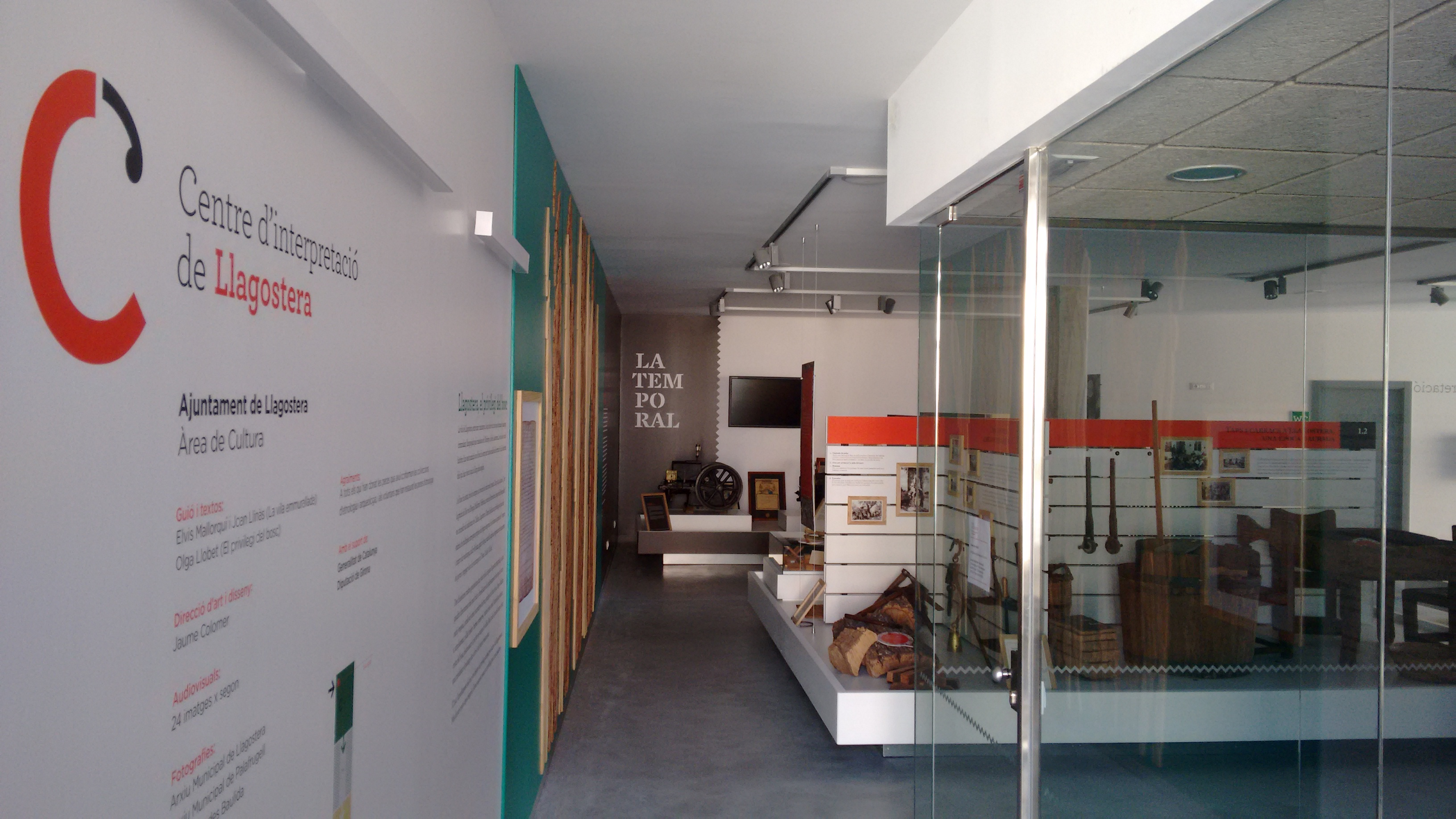
Vista parcial del interior del centro de interpretación
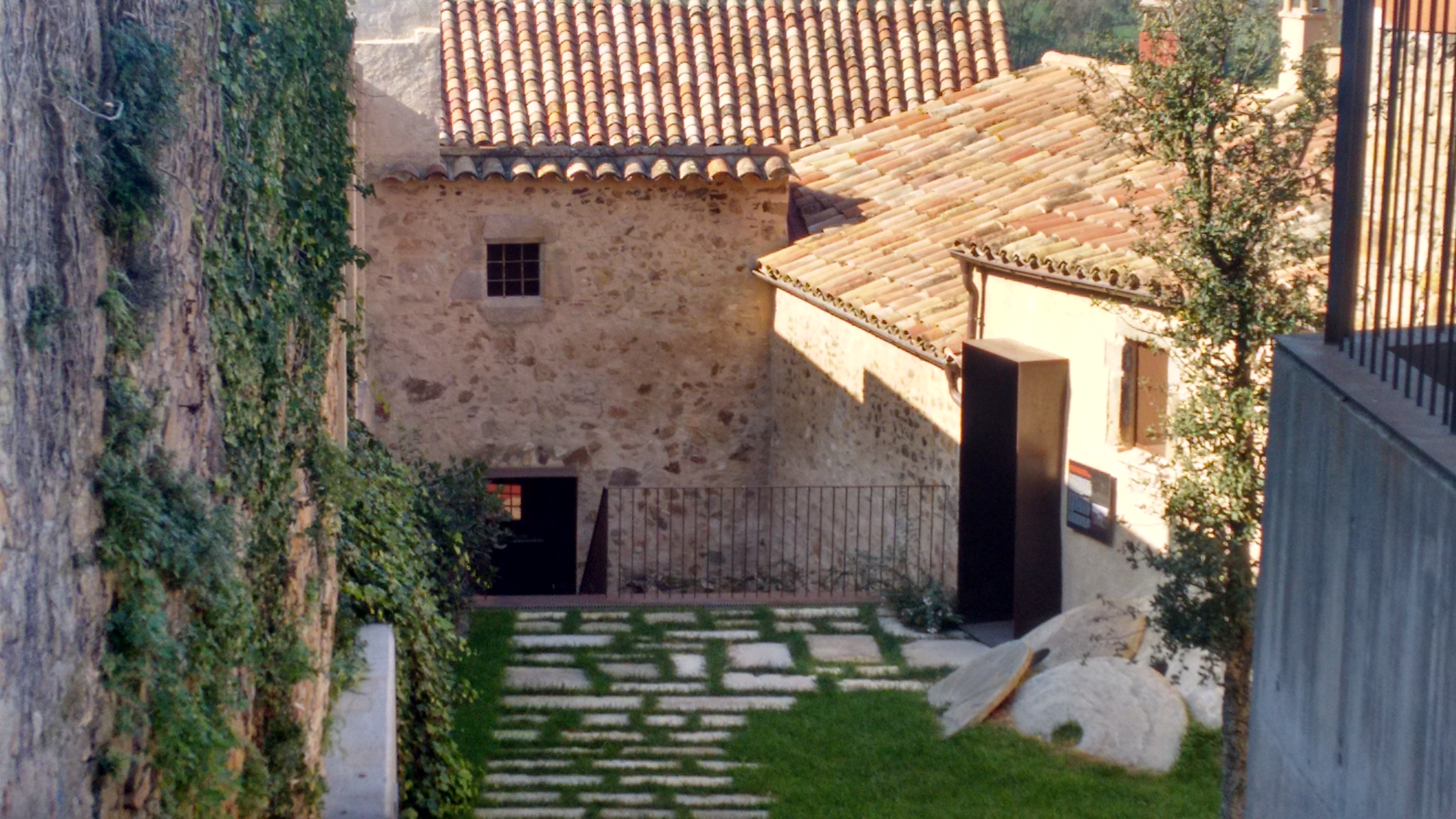
Vista exterior del edificio
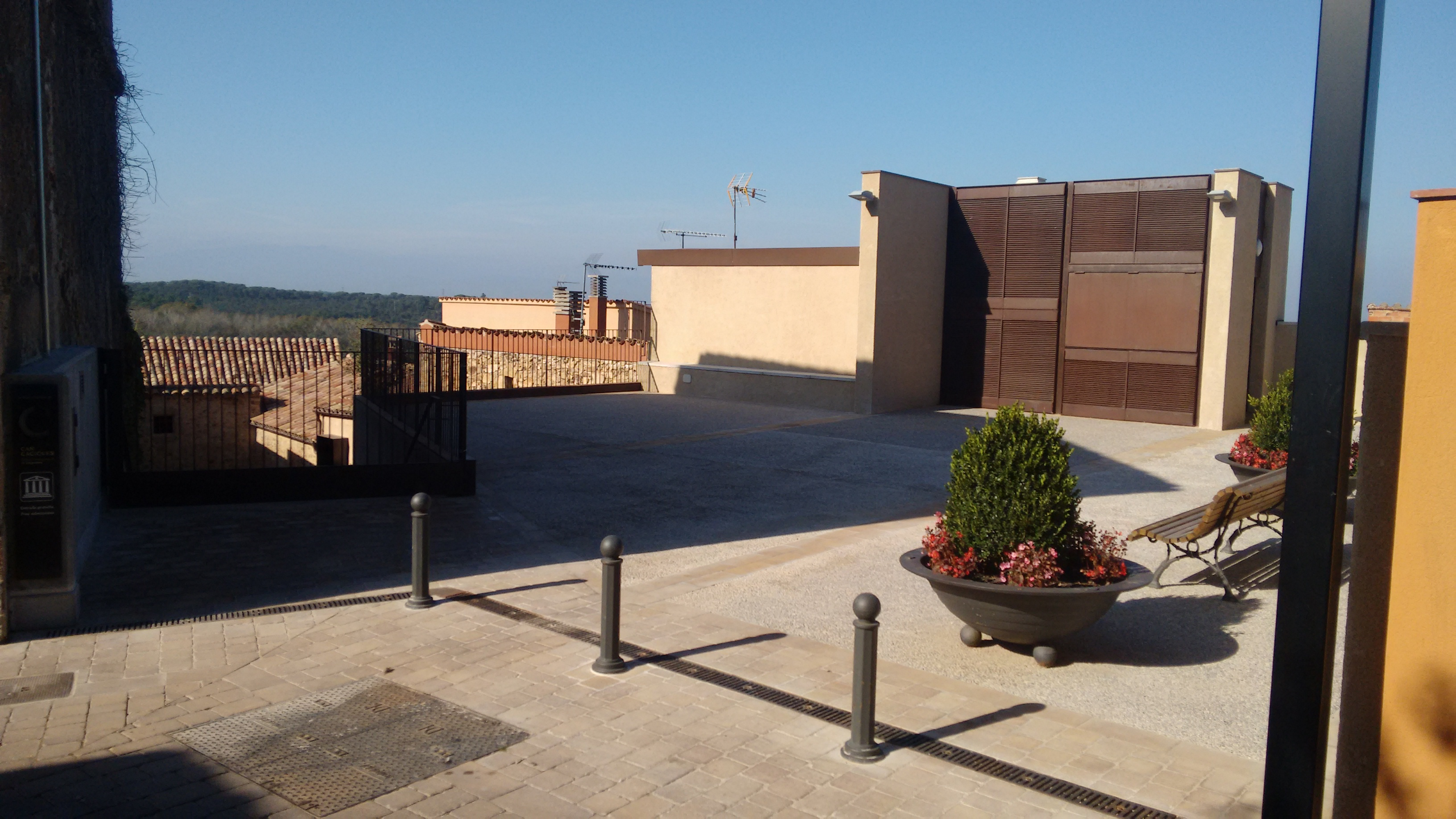
Una de las entradas al edificio
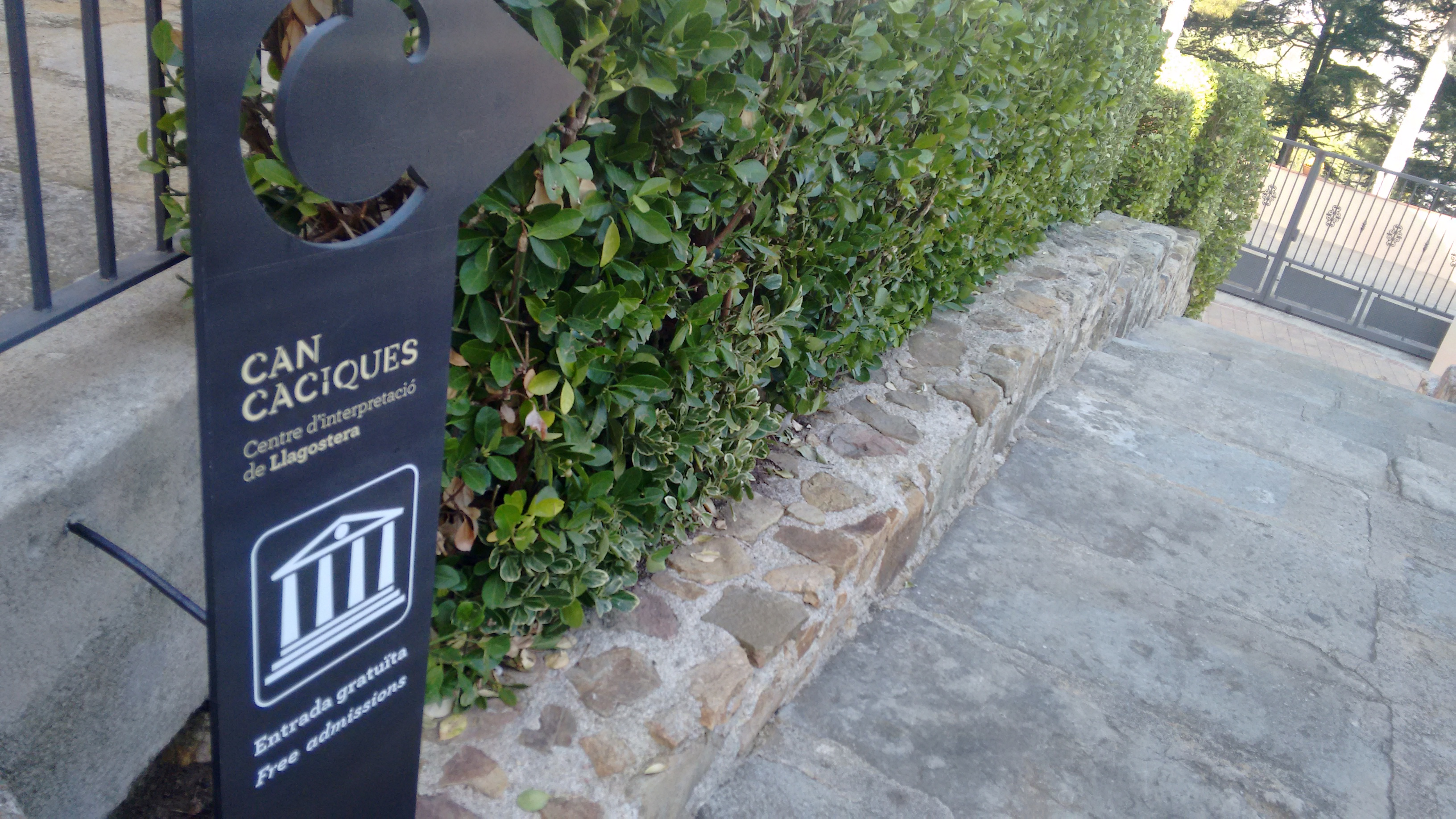
Uno de los carteles cercanos